# Шампье
Шампье́ (фр. Champier) — коммуна во Франции, находится в регионе Рона — Альпы. Департамент коммуны — Изер. Входит в состав кантона Кот-Сент-Андре. Округ коммуны — Вьен.
Код INSEE коммуны — 38069. Население коммуны на 1999 год составляло 967 человек. Населённый пункт находится на высоте от 470 до 631 метров над уровнем моря. Муниципалитет расположен на расстоянии около 440 км юго-восточнее Парижа, 50 км юго-восточнее Лиона, 50 км северо-западнее Гренобля. Мэр коммуны — M. Bernard JULLIEN, мандат действует на протяжении 2008—2014 годов.
Динамика населения (INSEE):